# Steve Young
Jon Steven Young, detto Steve (Salt Lake City, 11 ottobre 1961), è un ex giocatore di football americano statunitense che ha militato nel ruolo di quarterback per la maggior parte della propria carriera nei San Francisco 49ers della National Football League.
Nella NFL ha giocato anche con i Tampa Bay Buccaneers mentre nella United States Football League per i Los Angeles Express. Young fu nominato miglior giocatore della NFL (MVP) nel 1992 e nel 1994, MVP del Super Bowl XXIX e fu inserito nella Pro Football Hall of Fame nel 2005, il primo quarterback mancino a ricevere quest'onore. Al momento del ritiro era primo nella storia dell'NFL con il passer rating più elevato tra tutti i quarterback che hanno tentato almeno 1.500 passaggi (96,8). Young ha ottenuto anche il record di sei vittorie come miglior passatore della lega.

## Carriera universitaria
Young fu reclutato con insistenza dalla University of North Carolina. L'allenatore Dick Crum si era innamorato dell'abilità del giocatore sulle corse. Young invece decise di iscriversi alla Brigham Young University per giocare con i Cougars. Inizialmente faticò nei lanci e lo staff degli allenatori di BYU considerò l'ipotesi di spostarlo nel ruolo di defensive back per via del suo atletismo. Tuttavia si allenò duramente per migliorare nelle sue abilità nei passaggi e alla fine succedette a Jim McMahon come quarterback titolare. La sua ultima stagione (1983) fu di alto livello. Passò 3.902 yard e 33 touchdown nella stagione regolare e la sua percentuale di completamento di 71,3 stabilì un record stagionale della NCAA. Inoltre corse 544 yard. Con Young come quarterback, BYU stabilì un record NCAA con 584,2 yard a partita, con 370,5 di esse che venne dai passaggi e dalle corse di Young. I Cougars conclusero la stagione con un record di 11–1 record; Young fu premiato unanimemente come All-American e ricevette il Davey O'Brien Award, che premia il miglior quarterback dell'anno nel college football. Concluse anche secondo nelle votazioni dell'Heisman Trophy, dietro al running back di Nebraska Mike Rozier. Young chiuse la carriera universitaria ricevendo il touchdown della vittoria sul passaggio di un halfback nel 21–17 su Missouri nell'Holiday Bowl 1983.
Young terminò con 592 passaggi completati per 7.733 yard e 56 touchdown, oltre a 1.048 yard corse 18 touchdown su corsa. Fu introdotto nella College Football Hall of Fame nel 2001.

## Carriera professionistica

### USFL
Young firmò un contratto da record per 10 anni a 40 milioni di dollari con i Los Angeles Express con la ora defunta United States Football League nel 1984, accettando di ricevere il suo compenso nella forma di un'annualità per aiutare la squadra appena nata; avrebbe ricevuto i 40 milioni di dollari in oltre 40 anni. Fu con gli Express che Young entrò in contatto con l'allenatore Russ A. Molzahn. All'epoca, ci fu un'altra grande firma da parte della neonata lega che era riuscita a firmare l'allora detentore dell'Heisman Trophy, il running back Mike Rozier dall'Università del Nebraska ed anche il suo precedente vincitore, il running back Herschel Walker dell'Università della Georgia.
Malgrado fosse supportato da un discreto talento, come i futuri giocatori dell'NFL Jojo Townsell, Mel Gray e Kevin Nelson ed aver centrato i playoff nella prima stagione di Young, gli Express non furono mai in grado di creare un nutrito numero di fan a Los Angeles. Young saltò le prime sei gare della sua stagione da rookie per finire di laurearsi al college. Disputò però le ultime 12 gare ed ebbe una stagione discreta. Il suo primo traguardo degno di nota fu di diventare il primo giocatore di football professionistico a passare per 300 yard e correre per altre 100 yard in una singola gara.
Come si scoprì in seguito, Young avrebbe fatto bene a firmare il suo contratto in forma di rendita vitalizia ma, secondo lo stesso Steve, guadagnò circa un milione di dollari che sarebbe servito per finanziare la rendita di una somma forfettaria. Nella sua seconda stagione con gli Express, il proprietario William Oldenburg andò in bancarotta e, non trovando un acquirente, fu costretto a sciogliere la squadra. La stagione divenne rapidamente un fiasco. Prima di una gara, l'autista del bus del team rifiutò di portare gli Express al Coliseum per non aver ricevuto la propria paga. Young contribuì con diversi soldi e così fecero alcuni compagni di squadra, così l'autista li condusse alla partita. Young dovette anche lasciare il proprio posto di quarterback perché la squadra non aveva più alcun running back in salute.
La lega cessò le operazioni nel 1986 dopo aver perso molte delle sue risorse nella causa antitrust contro l'NFL.

### NFL

#### Tampa Bay Buccaneers
Young firmò con i Tampa Bay Buccaneers nel 1985 dopo essere stato il primo giocatore scelto nel Draft NFL supplementare con i giocatori della USFL e della CFL. I Buccaneers fecero registrare un misero record di 2–14 in entrambe le due stagioni di Young alla loro guida e il record di Young come titolare fu di 3–16. Nelle sue 19 gare, lanciò per soli 11 touchdown con 21 intercetti e completando meno del 55% dei suoi passaggi. Anche se il tempo trascorso a Tampa Bay fu avaro di soddisfazioni, l'allenatore dei San Francisco 49ers Bill Walsh fu impressionato dalla naturale abilità di Young e sentì che i suoi problemi erano dovuti alla cattiva organizzazione della squadra dei Bucs.

#### Scambio con i San Francisco 49ers
I Buccaneers scelsero il quarterback Vinny Testaverde dalla Università di Miami con la prima scelta assoluta nel Draft NFL 1987 poiché Young fu considerato non all'altezza, finendo per essere scambiato con i San Francisco 49ers il 24 aprile 1987, per fungere da riserva di Joe Montana. Ai Buccaneers furono cedute le scelte del secondo e del quarto giro del draft che furono rispettivamente il linebacker da Miami Winston Moss e il wide receiver Bruce Hill da Arizona State. Young avrebbe trascorso i finali 13 anni della sua carriera con i 49ers, un periodo nel quale sarebbe diventato uno dei migliori quarterback nella storia dell'NFL, guadagnandosi nel 2005 l'introduzione nella Pro Football Hall Of Fame.

#### 1987–1990: riserva di Joe Montana

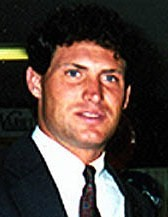
Young nel 1990

Steve Young giocò dietro Montana per diversi dei suoi primi anni ma brillò anche in questa situazione. Sostituendo l'infortunato Montana, all'inizio del primo quarto di una gara del 1987 contro i Chicago Bears, lanciò 4 passaggi da touchdown in una vittoria per 41–0. Il 30 ottobre 1988, Young corse contro i Minnesota Vikings per 49 yard, segnando su corsa il touchdown della vittoria. Steve iniziò la gara con un passaggio da touchdown da 73 yard per John Taylor, dopo che Montana ebbe subito un infortunio. La giocata fruttò ai 49ers una vittoria 24–21, vendicandosi in parte dei Vikings che li avevano eliminati nel playoff del 1987
Nella stagione 1989, Steve mise in mostra il suo potenziale per diventare il futuro titolare della squadra. Mentre Montana vinse il trofeo di MVP e guidò il team alla vittoria nel Super Bowl XXIV, Young disputò comunque una buona stagione, completando il 69% dei suoi passaggi con 1.001 yard e 8 touchdown con soli 3 intercetti. Il 22 ottobre 1989, Steve fece registrare un perfetto passer rating di 158,3 quando completò 11 passaggi su 12 per 188 yard e 3 passaggi da touchdown nella vittoria per 37–20 sui New England Patriots. Nelle sue quattro stagioni da riserva, Young lanciò 23 passaggi da touchdown con soli 6 intercetti.
Young corse un record in carriera di 102 yard in soli otto possessi contro i New Orleans Saints il 23 dicembre 1990, diventando il secondo giocatore tra i quarterback dei 49ers a correre almeno 100 yard in una singola gara. I 49ers persero 13-10.

#### Fuori Montana, dentro Young

##### Stagione 1991
In seguito ad un infortunio al tendine del gomito di Montana nella pre-stagione del 1991 che lo forzò a saltare tutta la stagione, Young ebbe la sua occasione di guidare i 49ers. Fu una partenza difficile per Young. A metà stagione, i 49ers si trovavano con un record 4–4. Nella nona gara della stagione, dopo aver stabilito il record di franchigia con un passaggio da touchdown da 97 per Taylor, Young patì un infortunio al ginocchio e fu sostituito dal quarterback di riserva Steve Bono. Dopo aver perso quella gara e la successiva, Bono guidò i 49ers a 5 vittorie consecutive, giocando così bene che l'allenatore George Seifert decise di mantenerlo titolare anche dopo la guarigione di Young. Nella quindicesima gara della stagione però, anche Bono fu fermato da un infortunio e Young ricominciò a giocare. Young chiuse la stagione lanciando per 338 yard e 3 touchdown e correndo anche per 63 yard per un altro 52–14 sui Chicago Bears nella gara del Monday Night a Candlestick Park.
Young terminò con un 101,8 di passer rating, il migliore della NFL. Malgrado avesse saltato 5 gare complete e la maggior parte della sesta, lanciò per 2.517 yard e 17 touchdown con soli 8 intercetti. Malgrado la solida stagione di Young, però, la stagione per la squadra fu ampiamente classificata come deludente. I 49ers passarono da un record di 14–2 nella stagione precedente a 10–6 nel 1991. Nonostante 10 vittorie siano in genere sufficienti per centrare i playoff, quella volta non fu così e San Francisco finì per non giocare la post season per la prima volta dal 1982. Molti credettero allora che i giorni di Young come titolare dei 49ers fossero contati a causa dell'imminente ritorno di Montana dall'infortunio al suo gomito destro e alcuni addetti ai lavori dissero che i 49ers avrebbero dovuto scambiare Young e tenersi Montana e Bono. Questo però non accadde.

##### Stagione 1992

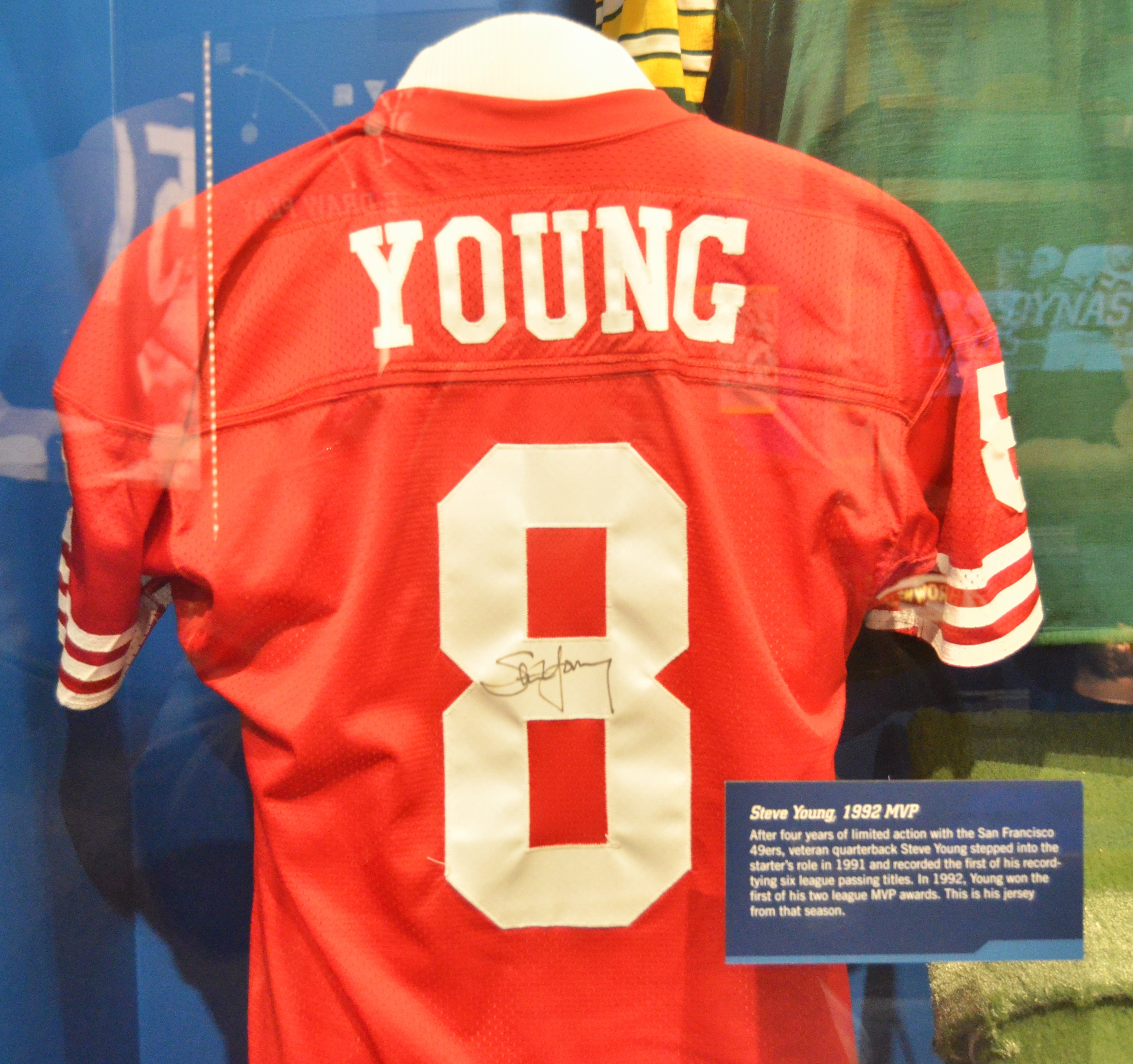
La maglia della stagione da MVP del 1992 di Young in mostra alla Pro Football Hall of Fame a Canton, Ohio.

All'inizio della stagione 1992, la partenza da titolare di Young appariva in serio pericolo. Oltre a dover competere con Bono, Montana sembrava essere vicino al rimettersi completamente dalla sua operazione al gomito. San Francisco andò vicino a scambiare Young con i Los Angeles Raiders ma non fu finalizzato alcun accordo, inoltre si scoprì che Montana non si sarebbe ripreso in tempo per la gara di apertura. Alla fine Montana non sarebbe tornato che per la gara finale della stagione 1992, il Monday Night casalingo contro i Detroit Lions. Montana entrò nel secondo tempo e guidò i 49ers alla vittoria.
Young finì con l'essere il quarterback titolare di San Francisco ma ancora una volta ebbe una partenza difficile. Alla quinta giocata della gara inaugurale, subì un colpo e fu sostituito da Bono che mise a segno due passaggi da touchdown guidando i 49ers alla vittoria per 31–14. La settimana seguente, San Francisco perse 34–31 con i Buffalo Bills, malgrado un record in carriera di 449 yard passate e 3 touchdown di Young, nella prima gara nella storia dell'NFL in cui non ci fu alcun punt da entrambe le squadre. Young però si riprese e guido San Francisco a una striscia di 5 vittorie consecutive, coronata da una vittoria per 56-17 sugli Atlanta Falcons in cui Young passò per 399 yard e 3 touchdown. Dopo aver perso la maggior parte della gara successiva (una sconfitta 24-14 gli Arizona Cardinals) a causa di un'influenza, guidò San Francisco alla vittoria in tutte le rimanenti gare della stagione, dando al team un record 14–2. Passò per 227 yard e 2 touchdown e corse per 73 yards, nella vittoria 20–13 nei playoff della division sui Washington Redskins. I 49ers persero però la finale della NFC per 30–20 contro i futuri vincitori del Super Bowl, i Dallas Cowboys. Young passò per 313 yard, completando il 71,4% dei suoi passaggi, passando un touchdown e segnandone un altro su corsa. Subì anche due intercetti ma quello finale venne col risultato della gara già deciso.
Young finì la stagione con 3.456 yard passate e 537 yard corse, risultando il migliore della lega con 25 touchdown passati e 107,0 di passer rating, il premio di miglior giocatore NFL della stagione e guadagnando la prima convocazione per il Pro Bowl. Fu il primo quarterback della storia a registrare un rating a tre cifre per due stagioni consecutive. Molti accreditano la svolta di Young all'arrivo nei 49ers del coordinatore offensivo Mike Shanahan che fu il mentore di Young proprio come lo sarebbe stato per John Elway negli anni a venire. Shanahan lavorò con Young sul combinare le sue abilità di corsa con le decisioni di passaggio in movimento.

##### Stagione 1993
Prima dell'inizio della stagione 1993, il proprietario della squadra Eddie DeBartolo Jr. annunciò di volere il ritorno di Montana nel suo ruolo di quarterback titolare per i 49ers. Questo creò una frattura nello spogliatoio, coi giocatori divisi su chi dovesse essere il quarterback di punta. Nella primavera del 1993, su richiesta di Montana, San Francisco scambiò Montana con i Kansas City Chiefs. Young fu allora il titolare indiscusso dei 49ers e lo sarebbe rimasto per il resto della sua carriera. Ancora una volta però, ebbe un difficile inizio di stagione. Nelle prime 4 gare del 1993, Young, che venne ostacolato da un infortunio al pollice della mano con cui lanciava, subì otto intercetti, più di quanti ne avesse subiti nell'intera stagione precedente. Dopo essere guarito al pollice però, Young mise a segno una striscia della durata di sette gare in cui passò 16 touchdown a fronte di due soli intercetti e un passer rating di 122,2. Verso la fine dell'anno, Young stabilì i record della franchigia per il maggior numero di yard passate (4.023) e di passaggi consecutivi senza un intercetto (189), guidando la NFL in passaggi da touchdown (29) e passer rating (101,5). La squadra scivolò a un record di 10–6 record ma giunse nuovamente fino alla finale della NFC, eliminando i New York Giants 44–3 nel divisional round. Ancora una volta però furono sconfitti dai Dallas Cowboys, questa volta per 38–21.

##### Stagione 1994: vittoria del Super Bowl
Dopo aver firmato alcuni free agent chiave, compreso il cornerback All-Pro Deion Sanders, e grazie alle selezioni nel draft NFL, i 49ers puntarono a vincere il loro primo Super Bowl dal 1989 nella stagione 1994. Essi iniziarono bene, battendo i Los Angeles Raiders 44–14 guidati da 4 TD pass di Young, una delle quattro gare della stagione regolare in cui ne passò almeno 4. Dopo la sconfitta nel pubblicizzato match contro Joe Montana e i Kansas City Chiefs, i 49ers vinsero le due gare successive prima di perdere coi Philadelphia Eagles 40–8 a Candlestick Park, una gara in cui Young fu alla fine messo in panchina nel bel mezzo di una serie offensiva. Anche se il capo allenatore George Seifert disse di aver tolto Young solo perché stava venendo malmenato dalla difesa degli Eagles, Young ne ebbe abbastanza di essere il capro espiatorio per le carenze dei 49ers e rumorosamente (e visibilmente) se la prese con Seifert per la sua decisione.
(Steve Young)
Quella gara fu però considerata il punto di svolta della stagione: da lì in poi, Young guidò la squadra a 10 vittorie consecutive, con una media di 20 punti, prima di perdere l'inutile gara finale contro i Vikings in cui Young completò 12 dei suoi primi 13 passaggi prima di essere messo in panchina. La squadra terminò col migliore record della NFL, 13–3, assicurandosi il vantaggio del fattore campo in tutte le gare dei playoff della NFC. I 49ers ebbero il miglior attacco della NFL e furono così dominanti che spesso Seifert tolse Young presto dalle gare perché sentiva che il vantaggio a favore della propria squadra era ormai incolmabile.
Dopo una semplice vittoria per 44-15 sui Chicago Bears nel divisional round dei playoff, i 49ers balzarono sul 31-14 alla fine del primo tempo contro i Dallas Cowboys nella finale dell'NFC, vincendo alla fine 38-28. Young lanciò due touchdown, aggiungendo 47 yard corse e un altro touchdown. Come risultato, avrebbe guidato il suo primo Super Bowl come quarterback titolare. I 49ers erano nettamente favoriti per diventare la prima squadra a vincere 5 Super Bowl.
Grazie a una prestazione in cui passò sei touchdown che superò il precedente record del Super Bowl di cinque, ottenuta dall'uomo che Young sostituì, Joe Montana, Young fu nominato MVP del Super Bowl XXIX, con i 49ers che sconfissero i San Diego Chargers, 49-26. Young lanciò per 325 yard e corse per 49 yard, facendone il primo giocatore della storia a finire un Super Bowl come leader sia nelle yard corse che in quelle passate.
La vittoria fu il coronamento di una stagione di grande successo per Young, una delle migliori stagioni della storia della NFL per un quarterback. Lanciò per 3.969 yard, stabilendo il record della franchigia con 35 passaggi da touchdown con soli 10 intercetti, completando il 70,28% dei suoi passaggi, la cifra più alta degli anni 90, la terza di tutti i tempi e, all'epoca, la miglior percentuale di passaggi completati da qualsiasi quarterback con più di 400 tentativi (in seguito superata da Drew Brees nel 2009). Young superò anche il primato di Montana con un passer rating stagionale di 112,8 (superato a sua volta poi da Peyton Manning e da Aaron Rodgers) e fu nominato MVP della NFL per la seconda volta in carriera.

#### Anni successivi e infortuni
In ciascuno dei tre anni che seguirono il Super Bowl XXIX, i 49ers furono eliminati da Brett Favre e i Green Bay Packers, due volte giocando a San Francisco. Oltre alle veloci eliminazioni nei playoff, Young soffrì una serie di infortuni che lo forzarono a perdere diverse gare tra il 1995 e il 1997. Young iniziò la stagione 1998 a 37 anni e alcuni iniziarono a chiedersi se le sue abilità sarebbero diminuite a causa degli infortuni e dell'età. Ancora una volta zittì tutti i critici, stabilendo il record in carriera di yard passate (4.170) e passaggi da touchdown (36). Finalmente riuscì anche a battere Favre e i Packers nella gara delle wild card NFC quell'anno, lanciando il touchdown vincente per il wide receiver Terrell Owens con tre secondi rimanenti e vincendo la gara 30–27. In riferimento alla leggendaria presa di Dwight Clark contro i Dallas Cowboys nella finale dell'NFC del 1981, divenuta nota come The Catch, la presa di Owens fu ribattezzata "The Catch II". Una settimana dopo però, Garrison Hearst si ruppe la caviglia nella prima azione dei 49ers dalla linea di scrimmage. Senza la possibilità di condurre un gioco sulle corse, Young subì tre intercetti (l'ultimo quando mancavano 30 secondi alla fine della gara) e i 49ers furono sconfitti dagli Atlanta Falcons 20-18. Dalla stagione 1995 alla 1998, Young guidò la NFL nel passer rating due volte (nel 1996 e nel 1997) e guidò la lega NFL con 36 passaggi da touchdown nel 1998.
La stagione 1999 sarebbe stata l'ultima per Young, afflitto dai numerosi colpi ricevuti in carriera. Ufficialmente subì sette infortuni ma molti credono che il numero fosse maggiore.  Durante il Monday Night Football della settimana 3 contro gli Arizona Cardinals, fu violentemente colpito dal cornerback dei Cardinals Aeneas Williams. Young dovette abbandonare la gara e non fece più ritorno per il resto della stagione a causa dei danni subiti. L'infortunio subito con i Cardinals fu il secondo della stagione e il precedente era capitato solo tre settimane prima. Young fu costretto a ritirarsi alla fine dell'anno; la squadra lo informò che sarebbe stato svincolato se non si fosse ritirato. Anche se a Young fu offerto un posto come quarterback titolare dei Denver Broncos, si ritirò a causa degli infortuni subiti.
Anche se non fu il titolare nei 49ers fino alla sua ottava stagione nella NFL e giocò una stagione completa solo tre volte durante i suoi 15 anni di carriera, Young mise insieme dei numeri di primo livello in carriera. Completò 2.667 passaggi su 4.149, passò per 33.124 yard e 232 touchdown, con 107 intercetti e 43 touchdown su corsa. Il suo 96,8 di passer rating in carriera è il terzo della storia; le sue 4.239 yard corse sono il terzo maggior risultato per un quarterback, dietro Randall Cunningham e Michael Vick. Nel suo periodo coi San Francisco 49ers, Young passò per 29.907 yard, 221 touchdown e 86 intercetti, con un passer rating di 101,4, il migliore nella storia della franchigia.

## Palmarès

### Franchigia
- Super Bowl : 3

San Francisco 49ers: Super Bowl XXIII, Super Bowl XXIV, Super Bowl XXIX
- National Football Conference Championship: 3

San Francisco 49ers: 1988, 1989, 1994

### Individuale
- MVP del Super Bowl: 1

1994
- MVP della NFL: 2

1992, 1994
- Miglior giocatore offensivo dell'anno della NFL: 1

1992
- Convocazioni al Pro Bowl: 7

1992, 1993, 1994, 1995, 1996, 1997, 1998
- First-Team All-Pro: 4

1992, 1993, 1994, 1998
- Second-Team All-Pro: 2

1995, 1997
- Leader della NFL in passaggi da touchdown: 4

1992, 1993, 1994, 1998
- Giocatore offensivo dell'anno della NFC: 2

1992, 1994
- Bert Bell Award: 2

1992, 1994
- Davey O'Brien Award - 1983
- Classificato al #81 tra i migliori cento giocatori di tutti i tempi da NFL.com
- Pro Football Hall of Fame (Classe del 2005)
- Numero 8 ritirato dai San Francisco 49ers